# Rafał Kaczor
Rafał Kaczor (ur. 6 sierpnia 1982 w Legnicy) – zawodowy bokser walczący w kategorii muszej (obecnie 52 kg), olimpijczyk z Pekinu.
Ma 166 cm wzrostu. Należy do klubu Kaczor Boks Team Wałbrzych.

## Kariera amatorska
W trakcie igrzysk w Pekinie nie przebrnął pierwszej rundy, przegrywając na punkty z Kazachem Miratem Sarsembajewem (5:14). 
W 2007 roku dotarł do ćwierćfinału mistrzostw świata w Chicago. Był także mistrzem Unii Europejskiej (2008) oraz sześciokrotnym mistrzem Polski (2004, 2006, 2007, 2008, 2009, 2010).

## Kariera zawodowa
29 czerwca 2013 w Amfiteatrze w Ostródzie w debiucie pokonał jednogłośnie na punkty 40:37, 40:36 i 39:37 Piotra Gudela a 9 listopada 2013 po czterech rundach również jednogłośnie na punkty (40:36, 40:36 i 40:36) Białorusina Artsioma Pavinicha (1-0-1). 
8 listopada 2014 w krakowskiej Arenie  przegrał niejednogłośnie na punkty (56:57, 58:55 i 56:58) w rewanżowym pojedynku z Piotrem Gudelem.

## Lista walk zawodowych
| Statystyka stoczonych walk zawodowych |
| --- |
| Zwycięstw: 2 (KO – nokautów: 0, walk zakończonych na punkty: 2) Przegranych: 1 (KO – nokautów: 0, walk zakończonych na punkty: 1) Remisów: 0 |

| Wynik      | Rekord | Przeciwnik               | Rozstrzygnięcie | Runda | Data             | Miejsce              | Uwagi           |
| ---------- | ------ | ------------------------ | --------------- | ----- | ---------------- | -------------------- | --------------- |
| Porażka    | 2-1    | Piotr Gudel (1-1-0)      | SD              | 6 (6) | 8 listopada 2014 | Kraków Arena, Kraków |                 |
| Zwycięstwo | 2-0    | Artsiom Pavinich (1-0-1) | UD              | 4 (4) | 9 listopada 2013 | Ełk                  |                 |
| Zwycięstwo | 1-0    | Piotr Gudel (debiut)     | UD              | 4 (4) | 29 czerwca 2013  | Amfiteatr, Ostróda   | debiut zawodowy |

TKO – techniczny nokaut, KO – nokaut, UD – jednogłośna decyzja, SD- niejednogłośna decyzja, MD – decyzja większości, PTS – walka zakończona na punkty, DQ – dyskwalifikacja